# Markgrofovija Moravska
Markgrofovija Moravska (češ. Markrabství moravské, njem. Markgrafschaft Mähren) bila je jedna od Zemalja Krune sv. Vaclava unutar Svetog Rimskog Carstva, a zatim Austrijskog Carstva, pa Austro-Ugarske. Postojala je od 1182. do 1918. godine, a njom je službeno upravljao markgrof. Bila je de facto nezavisna država, ali podređena Vojvodstvu Českoj, kasnije Kraljevini Bohemiji. Obuhvaćala je povijesnu regiju Moravsku koja se i danas nalazi unutar Češke.

## Zemljopis
Markgrofovija Moravska nalazila se istočno od Bohemije, s područjem otprilike upola manjim od te regije. Na sjeveru su Sudeti formirali granicu sa Šleskim vojvodstvom, uključenim kao zemlja Krune sv. Vaclava nakon Trentschinskog sporazuma (1335.). Na istoku i jugoistoku su je zapadni Karpati odvajali od Kraljevine Ugarske, dok je na jugu rijeka Dyje označavala granicu s Austrijskim Vojvodstvom (kasnije Austrijskim Nadvojvodstvom).
Moravci, koji se obično smatraju češkim narodom koji govori moravskim jezikom, činili su glavninu stanovništva. Prema popisu stanovništva Cislajtanije iz 1910. godine, 27,6 % se izjasnilo kao njemački Moravci koji su kasnije protjerani nakon Drugog svjetskog rata. Druge etničke manjinske skupine uključivale su Poljake, Rome i Slovake.